# Tania Díaz Castro

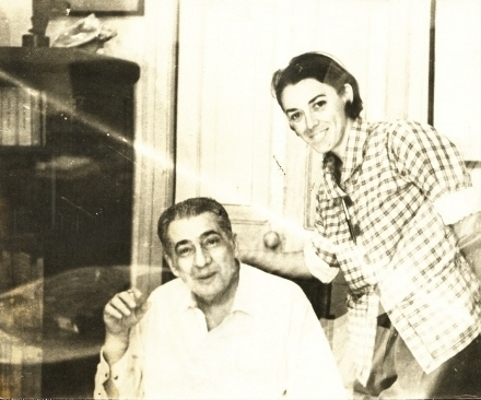
Tania Díaz Castro junto a José Lezama Lima

Tania Díaz Castro (Camajuaní, Villa Clara, 30 de abril de 1939-La Habana, 4 de febrero de 2024) fue una periodista y poetisa cubana.

## Biografía
Hija de la trabajadora tabacalera María Claudina Castro Molina y el periodista José Felipe Díaz Ramos. Nació en Camajuaní, Villaclara, el 30 de abril de 1939, se trasladó con su familia a La Habana cuando tenía 13 años. Durante casi sesenta se dedicó al periodismo, en periódicos y revistas, como Prensa Libre, Hoy, La Tarde, Bohemia, Revista Trabajo, La Gaceta de Cuba, Los CDR, y otros. Fundadora de la Unión de Escritores y Artistas de Cuba (UNEAC) en 1961 y de la Unión de Periodistas de Cuba (UPEC).
También fue guionista en el Instituto Cubano de Radio y Televisión (ICRT). Publicó cuatro libros de poesía con Ediciones Unión así como uno con Linden Ediciones Line Press y otro con ZV Lunáticas. Viajó a Japón en 1972, casada con un japonés, y ahí descubrió que el socialismo y sobre todo el comunismo son un fracaso. En el año 1977 fue expulsada de la UNEAC. En 1987 ingresó al Movimiento de los Derechos Humanos y fue Secretaria general del Partido de esa organización, liderada por Ricardo Bofill Pagés pidiéndole un Plebiscito a Fidel Castro, por lo que sufrió prisión en dos ocasiones, y fue amenazada con el fusilamiento si continuaba en la misma. Durante más de 20 años perteneció a la redacción de Cubanet como miembro fundadora.
Desde 1989 a 1990 estuvo encarcelada por haber firmado un documento que pedía a Fidel Castro la celebración de un plebiscito.
Fundadora y secretaria general  del Comité Cubano Pro Derechos Humanos y fundadora en 1988 del Partido Pro Derechos Humanos.

## Vida privada
Estuvo casada con Guillermo Rivas Porta, Ricardo Villares Fernández, Masayoshi Kaizuka y tuvo tres hijos.

## Obra
- 1964, Apuntes para el tiempo. Ediciones Revolución
- 1970, Todos me van ha tener que oír. Ediciones Unión
- 1990, Everyone will have to listen (bilingual edition). Ediciones Ellas/Linden Lane Press
- 1996, Flores amarillas cortadas al anochecer. Ediciones Unión
- 1998, Mientras giran las hojas del arce. Ediciones Unión
- 2011, Inventar un hombre. ZV Lunáticas
- 2023, Más libres que los pájaros. Ediciones Deslinde